# Boldești (okręg Jassy)
Boldești – wieś w Rumunii, w okręgu Jassy, w gminie Hărmănești. W 2011 roku liczyła 334 mieszkańców.